# Ibervillea insularis
Ibervillea insularis är en gurkväxtart som först beskrevs av T. S. Brandegee, och fick sitt nu gällande namn av Hans Jacobsen. Ibervillea insularis ingår i släktet Ibervillea och familjen gurkväxter. Inga underarter finns listade i Catalogue of Life.